# جووانی آرپینو
جووانی آرپینو (انگلیسی: Giovanni Arpino؛ ۲۷ ژانویهٔ ۱۹۲۷ – ۱۰ دسامبر ۱۹۸۷) نویسنده، شاعر، نمایشنامه‌نویس و روزنامه‌نگار اهل ایتالیا بود. وی بیشتر به‌عنوان رمان‌نویس شناخته می‌شود.